# Jan Skok
Jan Skok (* 2006) je český lední hokejista, hrající na pozici obránce. Od sezóny 2023/24 nastupuje za mužský tým HC Škoda Plzeň v Tipsport extralize, nejvyšší české soutěži.

## Kariéra
Jan Skok hokejově vyrůstal v klubu IHC Králové Písek a potom přešel do klubu HC Škoda Plzeň, kde prošel mládežnickými kategoriemi. Díky svým výkonům se v sezóně 2023/24 poprvé prosadil do mužského A-týmu a debutoval v Tipsport extralize.
Skok pravidelně nastupoval i za plzeňskou juniorku a patřil mezi top talentované obránce své věkové kategorie. V roce 2024 reprezentoval Českou republiku na mezinárodním turnaji Hlinka Gretzky Cup, určeném pro hráče do 18 let, kde vybojoval stříbro.